# Nymphon falcatum
Nymphon falcatum is een zeespin uit de familie Nymphonidae. De soort behoort tot het geslacht Nymphon. Nymphon falcatum werd in 1955 voor het eerst wetenschappelijk beschreven door Utinomi. 